# Reprezentacja Szwecji na Mistrzostwach Świata w Narciarstwie Klasycznym 2009
Reprezentacja Szwecji na Mistrzostwach Świata w Narciarstwie Klasycznym 2009 liczyła 23 sportowców. Reprezentacja ta zdobyła 2 srebrne medale i 1 brązowy, dzięki czemu zajęła 11. miejsce w klasyfikacji medalowej.

## Medale

### Złote medale
Brak

### Srebrne medale
- Biegi narciarskie mężczyzn, bieg łączony 30 km: Anders Södergren
- Biegi narciarskie kobiet, sprint drużynowy techniką klasyczną: Anna Olsson, Lina Andersson

### Brązowe medale
- Biegi narciarskie kobiet, sztafeta 4 × 5 km: Lina Andersson, Britta Norgren, Anna Haag, Charlotte Kalla

## Wyniki

### Biegi narciarskie mężczyzn
Sprint
- Marcus Hellner - 5. miejsce
- Emil Jönsson - 13. miejsce
- Thobias Fredriksson - 29. miejsce
- Björn Lind - 61. miejsce (odpadł w kwalifikacjach)

Sprint drużynowy
- Mats Larsson, Emil Jönsson - 6. miejsce

Bieg na 15 km
- Johan Olsson - 8. miejsce
- Anders Södergren - 18. miejsce
- Daniel Richardsson - 20. miejsce
- Mathias Fredriksson - 31. miejsce

Bieg na 30 km
- Anders Södergren - 2. miejsce, srebrny medal
- Johan Olsson - 16. miejsce
- Mathias Fredriksson - 17. miejsce
- Marcus Hellner - 20. miejsce

Bieg na 50 km
- Marcus Hellner - 28. miejsce
- Mathias Fredriksson - 30. miejsce
- Daniel Richardsson - 31. miejsce
- Anders Södergren - nie wystartował

Sztafeta 4 × 10 km
- Daniel Richardsson, Johan Olsson, Mathias Fredriksson, Marcus Hellner - 6. miejsce

### Biegi narciarskie kobiet
Sprint
- Ida Ingemarsdotter - 5. miejsce
- Anna Olsson - 6. miejsce
- Charlotte Kalla - 7. miejsce
- Britta Norgren - 39. miejsce (odpadła w kwalifikacjach)

Sprint drużynowy
- Anna Olsson, Lina Andersson - 2. miejsce, srebrny medal

Bieg na 10 km
- Anna Olsson - 12. miejsce
- Lina Andersson - 14. miejsce
- Hanna Brodin - 38. miejsce
- Anna Haag - nie wystartowała

Bieg na 15 km
- Charlotte Kalla - 8. miejsce
- Hanna Brodin - 51. miejsce
- Maria Rydqvist - nie wystartowała

Bieg na 30 km
- Charlotte Kalla - 18. miejsce
- Anna Haag - 26. miejsce
- Hanna Brodin - 49. miejsce
- Britta Norgren - nie ukończyła

Sztafeta 4 × 5 km
- Lina Andersson, Britta Norgren, Anna Haag, Charlotte Kalla - 3. miejsce, brązowy medal

### Skoki narciarskie mężczyzn
Normalna skocznia indywidualnie HS 100
- Johan Erikson - 39. miejsce
- Andreas Arén - 49. miejsce

Duża skocznia indywidualnie HS 134
- Johan Erikson - 36. miejsce
- Andreas Arén - odpadł w kwalifikacjach